# Opløsning (film)
|  | Denne artikel er oprettet af botten Steenthbot ud fra en ekstern database. Den kan derfor have sproglige fejl eller mangler. Denne skabelon kan fjernes efter kontrol af indholdet. |

 For alternative betydninger, se Opløsning. (Se også artikler, som begynder med Opløsning)
Opløsning er en dansk kortfilm fra 1987 instrueret af Frans Lauridsen og efter manuskript af Frans Lauridsen og Carsten Fälling.

## Handling
Novellefilm om nogle episoder i en trykkeriarbejders liv. Både familie og kolleger mistolker hans adfærd, der er stærkt påvirket af flere års omgang med opløsningsmidler

## Medvirkende
- Ole Ernst
- Bende Harris
- Eva Jensen
- Jens Arentzen
- Hans Chr. Ægidius
- Claus Strandberg
- Bent Warburg
- Stig Hoffmeyer
- Holger Scheel
- Kirsten Brøndum
- Eva Jensen
- Vera Stricker-Nielsen